# Tasadduq Khan
Tasadduq Khan, né au Pakistan le 6 mai 1942, est un physico-chimiste français connu pour ses travaux sur les matériaux pour l'aéronautique.

## Biographie
Après l'obtention d'un B. Sc. en ingénierie à Lahore (Pakistan) en 1962 Tasadduq Khan prépare un M. Sc. de métallurgie à la Faculté Polytechnique de Mons (Belgique) de 1963 à 1965. De 1965 à 1966 il réalise un projet de recherche sur le frittage des poudres d'aluminium dans cette faculté. Il entre alors au centre de recherche CEA Paris-Saclay où il obtient un diplôme d'ingénieur-docteur de l'Université Paris-Sud en 1968.
En 1971 il entre à l'ONERA comme ingénieur de recherche au département matériaux. Il est nommé chef d'unité en 1983, maître de recherche en 1985, chef de la division superalliages, alliages légers et solidification rapide en 1987, directeur adjoint de la branche ingénierie matériaux en 1991, directeur de la branche matériaux et structures en 1997  et directeur scientifique en 1998.
À sa retraite en 2007 il devient haut-conseiller à l'ONERA et en 1998 professeur visiteur à l'Imperial College.
Tasadduq Khan a publié une centaine d'articles et est l'auteur de 14 brevets sur les matériaux hautes températures dont 3 utilisés pour le réacteur Safran M88 et les turbines de Turboméca.
Il a été membre éditorial de diverses revues :
- Journal of Advanced Performance Materials,
- Materials at High Temperature,
- Journal of Materials Science and Technology,
- Aerospace Science and Technology.

Il a fait partie des commissions suivantes :
- Président de l'Aerospace Materials Group, Critical technologies Sector, American Society for Materials (1986-1995).
- Président du Technical Committee of American Society for Materials (Europe) (1986-1995).
- Vice-président COST[4] 513 (Cooperation On Science and Technology) (1995-1996).
- Coordinateur de l'European Group on Titanium Aluminides (Concerted European Action on Structural Intermetallics) (1992-1996).
- Délégué du COST 522 (Cooperation on Science and Technology) (2000-…).
- Président du groupe matériaux et structures du Group for Aeronautical Research and Technology in Europe (GARTEUR[5]) (2002-2004).

## Distinctions
- Membre de l'ASM International[6] en 1989.
- Prix Jules Garnier de la société française de métallurgie et de matériaux (SF2M) en 1992[7].
- Prix Science et Défense en 1993[8].
- Chevalier de l'ordre national du Mérite (2001).
- Membre de l'association aéronautique et astronautique de France (AAAF) en 2004.
- Membre associé de l'académie nationale de l'air et de l'espace (ANAE) en 2004.